# Catagramma cynosura
Catagramma cynosura är en fjärilsart som beskrevs av Doubleday 1847. Catagramma cynosura ingår i släktet Catagramma och familjen praktfjärilar. Inga underarter finns listade i Catalogue of Life.